# Tornike Okriasjvili
Tornike Okriasjvili (georgiska: თორნიკე ოქრიაშვილი), född 12 februari 1992 i Rustavi, är en georgisk fotbollsspelare (mittfältare) som spelar för Anorthosis Famagusta.

## Klubbkarriär
Okriasjvili inledde sin karriär i hemstadsklubben Olimpi Rustavi. 2009 gick han till FK Gagra och spelade där under två säsonger innan han år 2010 lånades ut till Sjachtar Donetsks andralag. Därefter köptes han loss av Sjachtar och lånades från säsongen 2011 ut till Illitjivets.

## Landslagskarriär
Okriasjvili har även spelat i tre georgiska landslag. 2009 debuterade han i Georgiens U19-herrlandslag i fotboll där han totalt hann spela tre matcher och göra ett mål. Samma år spelade han sin första match i Georgiens U21-herrlandslag i fotboll. Han debuterade dock först i Georgiens herrlandslag i fotboll, då han redan år 2010 byttes in i en landskamp.